# David Ronald Marshall
David Ronald Marshall (Middlesbrough, 27 de marzo de 1916 - 19 de octubre de 2005) fue un escritor británico, que combatió en las Brigadas Internacionales durante la guerra civil española y en la Segunda Guerra Mundial.

## Biografía
Hijo de una familia metodista, su padre era empleado de los ferrocarriles. David Marshall era empleado público y fue ajeno a los movimientos izquierdistas propios del Reino Unido durante la década de 1930. No obstante, el estallido de la Guerra Civil en España en julio de 1936, con el auge del fascismo en toda Europa, resultó un aldabonazo para su compromiso político, marchando desde el Reino Unido a Barcelona con un pasaporte que había obtenido tras falsificar la firma de su padre. Fue uno de los primeros británicos que se integraron en unidades para combatir en la guerra española en favor de la legalidad republicana. Se incorporó a la Centuria Tom Mann comandada por Nat Cohen, con varios de sus compatriotas, que más tarde fueron enviados a Albacete para formar las Brigadas Internacionales, quedando encuadrado en la unidad británica del batallón alemán Thaelmann que formó parte de la XII Brigada. Desde el frente de Madrid participó en el combate contra el avance de las columnas de tropas africanas hacia el centro de España en el Cerro de los Ángeles, siendo herido de gravedad en un tobillo en noviembre de 1936. Debió regresar a su país tras recibir tratamiento en Alicante.
Durante su estancia en España se hizo miembro del Partido Comunista de Gran Bretaña y establecido de nuevo en su país, comenzó a escribir poesía que vio la luz por vez primera en la antología publicada en 1939 por Stephen Spender y John Lehmann, Poems from Spain. Enrolado en el ejército británico en 1940, participó en el desembarco de Normandía y en la liberación del campo de concentración de Belsen durante la Segunda Guerra Mundial. Al final de la guerra regresó a su puesto de funcionario en el ministerio de Trabajo. Siguió escribiendo, mantuvo su vinculación con la izquierda política, abandonó su trabajo de funcionario para dedicarse al montaje de escenarios de espectáculos teatrales con la compañía Theatre Workshop de Joan Littlewood y fue un activo combatiente contra el neoconservadurismo que representaron los gobiernos y políticas de Margaret Thatcher. Su última obra se publicó el mismo año de su muerte, The tilting planet (El planeta inclinado).